# Algol (Film)
Algol (Alternativtitel: Algol. Eine Tragödie der Macht) ist ein deutscher Spielfilm von Hans Werckmeister aus dem Jahr 1920. Es handelt sich um einen etwa 80- bis 90-minütigen Stummfilm.

## Handlung
Robert Herne ist ein Hauer in einer Kohlegrube. Eines Tages stößt er während der Arbeit in der Grube des Kohlebergwerks auf einen in Bergarbeiterkluft gekleideten kleinen Außerirdischen vom Planeten Algol. Dieser offenbart ihm das Geheimnis der Algolwellen und gibt ihm eine kleine Maschine, die diese vom Algol-Stern ausgehenden Wellen in Energie verwandelt. Herne hat nun eine unerschöpfliche Energiequelle in der Hand.
Herne, der die Chance seines Lebens erkennt und ergreift, nutzt die Maschine, errichtet damit ein riesiges Kraftwerk und versorgt die ganze Welt mit Energie bzw. Strom, wofür er Ländereien und Landesprodukte einfordert. Er gewinnt überall an Macht und Einfluss. Doch seine Freundin Maria verlässt ihn und flieht in ein agrarisch geprägtes Nachbarland, das Hernes Machtstreben noch widersteht. Herne heiratet die reiche Grubenbesitzerin Leonore Nissen, mit der er zwei Kinder hat.
Zwanzig Jahre später kommt Marias Sohn Peter Hell zu Herne, um ihn zu bitten, die Energie der Algol-Strahlen der ganzen Menschheit zugutekommen zu lassen. Herne lehnt ab. Seine Tochter Magda folgt dem Bauernburschen Peter Hell in das idyllische Nachbarland, das aber unter dem Einfluss von Hernes Machtpolitik unter zunehmenden Druck gerät. Hernes Ehefrau Leonore kommt bei einem Unfall mit den Algolstrahlen durch versehentliche Berührung eines Energiekabel ums Leben und sein Sohn Reginald trachtet seinem Vater nach dem Leben, um die Weltherrschaft an sich reißen zu können. Herne erkennt, wie sehr ihn die Macht der Algolmaschine korrumpiert hat, und zerstört diese.

## Hintergrund
Werckmeister arbeitete hier mit dem Architekten Walter Reimann zusammen, der ein Jahr zuvor die Bauten für Robert Wienes Stummfilmklassiker Das Cabinet des Dr. Caligari entworfen hatte. Außenaufnahmen des Films fanden in Potsdam im Park von Sanssouci und am Orangerieschloss statt. Algol hatte am 3. September 1920 im Berliner U.T. Kurfürstendamm Premiere.
Es existiert eine Kopie des Films mit neuen Zwischentiteln aus den 1980er-Jahren unter dem fehlerhaften Titel „Algol – Tragödie der Nacht“.

## Kritiken
Die zeitgenössische Kritik lobte insbesondere die Dekorationen Reimanns und Graatkjaers Kameraarbeit. Der Film komme jedoch in einer seltsamen Mischung von Realistik und Phantastik daher; das Phantastische sei stofflich und entstehe nicht aus der filmischen Irrealität. Zugeschrieben wird dies der eher zufällig wirkenden Szenenaneinandereihung, die auf schlechte Regiearbeit zurückgeführt wird. Die Geschichte leide an mangelnder Logik, habe aber einige poetisch interessante Momente.